# Други светски рат (серијал књига)
Други светски рат је књига о историји периода од краја Првог светског рата до јула 1945. године. Књигу је написао Винстон Черчил и утицала је на одлуку да му буде додељена Нобелова награда за књижевност, 1953. године.
Черчил је написао књигу, са тимом сарадника, користећи своје белешке и привилегован приступ службеним документима, док је још увек радо као политичар. Черчил је у књигама написао историју из личног угла. Он није могао да открије све чињенице, као што је употреба Ултра електронске интелигенције, што је морало да остане тајна. Са историјске тачке гледишта, књиге су стога непотпуни мемоари једне од водећих личности у рату.
Књига је доживела велики  успех у Великој Британији и САД. Прво издање се појавило у шест томова; каснија издања се појављују у дванаест и четири тома, а ту је и издање из једног тома.

## Писање
Када је Черчил дошао на власт 1939. године, намеравао је да напише историју рата који је тада почињао. Он је неколико пута рекао: "Ја ћу оставити пресуде по овом питању историји - али ћу бити један од историчара." Да заобиђе правила против употребе службених докумената, узео је мере опреза током рата недељним прегледом преписка, меморандума и других докумената. Они су тада чувани у његовој кући и Черчил је тада писао или диктирао писма и меморандуме са намером стављања својих ставова у записник за каснију употребу историчара. Други светски рат је почео да се појављују 1948. године. Пошто је био политичар, а не академски историчар, и био лидер опозиције, са намером да се врати на власт, имао је приступ кабинету, војним и дипломатским евиденцијама, који други историчари нису имали.
У то време није било познато да се Черчил  договорио са Клементом Атлијем и са Лабуристичком партијом, када су дошли на власт 1945. године, о даљем раду. Атли се сложио да дозволи Черчиловим стручним сарадницима приступ свим документима, под условом да се не открију службене тајне, да се документи не користе за партијске и политичке сврхе и да књигу прегледа одабраник Кабинета секретара, сер Норман Брук. Брук је био заинтересован за књигу и преправио је неке делове како би се осигурало да се не повреде британски интереси или да се влада осрамоти. Черчилов привилегован приступ документима и његово знање му је дало предност над другим историчарима Другог светског рата дуги низ година. Књиге су биле хит у Британији и у САД и Черчил је постао богат човека по први пут. Иако се Черчил наводи као аутор, већи део серијала је написао тим истраживача.
Након Черчилове смрти и када су се архиве отвориле, мањкавости његовог рада је постала очигледна. Он није могао да открије војне тајне, као што су рад на дешифровању енигме или планирање атомске бомбе. Као што је наведено у уводу аутора, књига се фокусира на британске ратне напоре. Остали делови рата су описани у великој мери као позадина. Описи борба на Источном фронту и на Пацифику, су нејасни. Иако је обично поштен, има неких делова који су лични, као што је његов сукоб са Станфорд Крипсом. 

## Наследство
Други светски рат се чита као мемоар  водећих учесника, а не као свеобухватна историја стручних историчара. Други светски рат, посебно период од 1940-1942, када се Британија уз подршку царства и неколико савезника борила против сила Осовине је био врхунац Черчилове каријере и његова прича тих дана је јединствена и од непроцењиве вредности.
Џон Киган је написао 1985. у уводу серијала да су неки недостаци серијала због тајности обавештајне службе Ултра. Киган је сматрао да је Черчилов пристуј јединствен, пошто ниједан од осталих лидера - Френклин Д. Рузвелт, Хари С. Труман, Бенито Мусолини, Стаљин и Адолф Хитлер - није написао ништа о рату из прве руке. 

## Издања
Други светски рат је издат у издањима од шест, дванест и четири тома. Неки томови у овим издањима деле име, као што су Тријумф и Трагедија, али се садржаји разликују.
Други светски рат је такође доступан као издање у једном тому.